# Каратали
Каратали — музичний інструмент. Каратали придумали в Тибеті. Широко поширені і в Індії. Каратали складаються з двох маленьких металевих тарілочок, пов'язаних між собою шкіряним ремінцем або мотузкою. Каратали є східними ритуальними предметами. Каратали широко застосовуються як в медитативних традиціях Індії і Тибету, так і в класичній індійській музиці як додаткові акомпанементи. Тембр звучання каратал залежить від розміру тарілочок, ваги, товщини і виду металу, з якого вони виготовлені. На караталах під час гри на джембе підтримують ритм, так само, під дзвін караталів можна медитувати.
Виготовляються каратали, так само, зі сплаву семи металів. Каратали бувають різних розмірів і в залежності від цього в кожного інструменту власне звучання. На поверхні караталів часто зустрічаються різні зображення восьми благих символів — Астамангали, мантри, дракони та інші гравійовані візерунки. Ударний інструмент Каратали — грають ударом двох дисків під ритм (три удари), 1 і 2 притискаючи пальцями диски, заглушають звук і на 3 — відкритий, протяжний вібруючий звук від дотику дисків — Використовується універсально, як у баджанах сидячи в храмі, так і на вулиці під час Харінама-Санкіртана (марш святих), можна в такому ритмі плескати в долоні, якщо немає інструментів. Співаючи в такт мантру Харе Крішна на різні мелодії, це звукова формулу із 16 слів, дивіться Харе Крішна маха-мантра.